# Qalbatau
Qalbatau (kazakiska: Қалбатау) är en ort i Kazakstan., grundad 1893 som Gerogijevka (Георгиевка) i dåvarande Kejsardömet Ryssland; namnbytet till Qalbatau skedde 2007. Den ligger i oblystet Östkazakstan, i den östra delen av landet, 800 km öster om huvudstaden Astana. Qalbatau ligger 425 meter över havet och antalet invånare är 22 047.
Terrängen runt Qalbatau är platt. Runt Qalbatau är det mycket glesbefolkat, med 3 invånare per kvadratkilometer. Det finns inga andra samhällen i närheten. Trakten runt Qalbatau består till största delen av jordbruksmark.